# Introducing... The Beatles
Introducing... The Beatles – pierwszy album zespołu The Beatles wydany w Stanach Zjednoczonych. Pierwotnie zaplanowany na sierpień 1963, LP, ukazał się na rynku 10 stycznia 1964 nakładem wytwórni Vee-Jay Records, dziesięć dni przed wydaniem przez Capitol Records LP Meet the Beatles!. Stało się to przedmiotem wielu sporów prawnych między tymi wytwórniami, ale ostatecznie pozwolono wytwórni Vee-Jay na sprzedaż albumu do października 1964; sprzedano ostatecznie ponad 1,3 miliona egzemplarzy.

## Nieudane pierwsze wydanie albumu
Kiedy w USA ukazał się singel „Please Please Me”, wytwórnia Vee-Jay Records podpisała umowę licencyjną z Transglobal, filią EMI, która zajmowała się wydawaniem płyt zagranicznych artystów na rynku amerykańskim, żeby ta dała jej prawo pierwokupu na nagrania The Beatles na pięć lat. W ramach tej umowy Vee-Jay zamierzała wydać album Please Please Me w USA; na przełomie kwietnia i maja 1963 otrzymała kopie taśm mono i stereo.
Pierwotnie Vee-Jay zamierzała wydać album Please Please Me w takiej formie, w jakiej ukazał się on w Wielkiej Brytanii. Zachowane tłoczenia na próbnych matrycach, wykonane prawdopodobnie w maju 1963 przez Universal Recording Corporation w Chicago, zawierają wszystkie 14 utworów ułożonych w takiej kolejności jak na wersji brytyjskiej i zatytułowane jako całość Please Please Me. Jednak chcąc zachować standard amerykański, który przewidywał album zawierający 12 utworów, Vee-Jay postanowiła usunąć  piosenki „Please Please Me” i „Ask Me Why” i zmienić tytuł planowanego wydawnictwa na  Introducing... The Beatles. Poza tym inżynier nagrań Universal Recording Corporation był przekonany, że wyliczanka Paula McCartneya: „one, two, three” na początku utworu „I Saw Her Standing There” miała charakter raczej przypadkowy, niż zamierzony więc usunął ją z nagrań mono i stereo przygotowywanych dla Vee-Jay. Poza tymi dwoma zmianami kolejność i zawartość utworów pozostały zachowane i debiutancki album The Beatles na rynku amerykańskim był najbardziej podobny do swego brytyjskiego pierwowzoru ze wszystkich albumów zespołu wydanych w USA aż do albumu Revolver z 1966.
Przygotowania do wydania debiutanckiego albumu trwały do przełomu czerwca i lipca 1963; przygotowano płyty-matki, metalowe matryce i wydrukowano 6000 przednich okładek albumu. Jednak, pomimo iż wiele starszych wydawnictw utrzymuje, że Introducing... The Beatles został pierwotnie wydany 22 lipca 1963 nie ma żadnych śladów w dokumentach, wskazujących, że album ten rzeczywiście ukazał się na rynku jeszcze w 1963.
Po zamieszaniu, jakie powstało w kierownictwie wytwórni w związku z rezygnacją jej dyrektora, Ewarta Abnera, kiedy ujawniono użycie przez niego kapitałów firmy do spłaty prywatnych długów, Vee-Jay usunęła ze swych planów wydawniczych Introducing... The Beatles oraz wydawnictwa Franka Ifielda i Almy Cogan.

## Wersja pierwsza albumu
Finansowe problemy Vee-Jay zmusiły ją do zajęcia się najpierw najpilniejszymi zobowiązaniami wydawniczymi. Ponieważ nagrania The Beatles i Ifielda nie były traktowane jako priorytetowe, firma postanowiła nie uwzględniać honorariów autorskich w sprzedaży ich albumów. Skutek był taki iż Transglobal ogłosił umowę z Vee-Jay za nieważną z dniem 8 sierpnia 1963.
14 grudnia 1963 tygodnik Billboard wspomniał, iż wytwórnia Capitol Records zaplanowała całościową kampanię promocyjną The Beatles w USA. 7 stycznia 1964 zarząd Vee-Jay zebrał się po raz pierwszy po wydaniu tego komunikatu, żeby zastanowić się, co dalej z przygotowanym materiałem The Beatles. Ponaglane kłopotami finansowymi kierownictwo zdecydowało się wydać album Introducing... The Beatles, nawet gdyby to miało w przyszłości pociągnąć za sobą konsekwencje prawne. Metalowe matryce były już w tłoczniach wytwórni Vee-Jay, wydrukowano też 6000 przednich okładek. Nie przygotowano jednak tylnych okładek. Jako substytut postanowiono więc wykorzystać jedną ze stron wewnętrznej koperty, składającej się z kolorowych reprodukcji okładek 25 albumów innych artystów. Okładka ta znana w środowiskach kolekcjonerów jako wersja „Ad Back” stała się bardzo poszukiwana. Druga wersja tylnej okładki była użyta, kiedy  wykorzystano „Ad Back”; ponieważ była ona cała biała, bez nadruków, zyskała miano „Blank Back” i również stała się rarytasem. W końcu trzecia edycja Vee-Jay zawierała już normalną tylną okładkę z tytułem albumu u góry i (poniżej) tytułami otworów w dwóch kolumnach. Wszystkie te wersje były dostępne na rynku po wydaniu albumu 10 stycznia 1964.
Jednakże już 16 stycznia 1964, niespełna tydzień po wydaniu Introducing... The Beatles, zażądano od Vee-Jay wstrzymania dalszej sprzedaży albumu. Beechwood Music, Inc., spółka wydawnicza podległa Capitol Records, posiadająca prawa do publikacji utworów „Love Me Do” i „P.S. I Love You” na terenie USA, z uwagi na to, iż utwory te nie były jeszcze oficjalnie opublikowane w USA, odmówiła udzielenia licencji dla Vee-Jay na ich wydanie. Tym niemniej wytwórnia Vee-Jay  zdążyła wydać ok. 80 000 egzemplarzy Introducing... The Beatles zawierających oba te utwory, z tego tylko ok. 2000 w wersji stereo.

## Wersja druga albumu
Aby obejść żądanie wstrzymania sprzedaży albumu, wytwórnia Vee-Jay szybko dokonała zmian w albumie Introducing... The Beatles. Usunęła utwory: „Love Me Do” i „P.S. I Love You” i zastąpiła je uprzednio usuniętymi: „Ask Me Why” i „Please Please Me”, chociaż na pierwszych tłoczeniach nowej wersji nie zdążono jeszcze zmienić listy utworów. Nowa wersja była gotowa pod koniec stycznia i ukazała się w sklepach ok. 10 lutego 1964.
Żądanie wstrzymania sprzedaży spowodowało jednak, iż druga wersja Introducing... The Beatles weszła na listy albumów tygodnika Billboard dopiero w trzy tygodnie po ukazaniu się albumu Meet the Beatles!. Kiedy jednak już tam się znalazła, szybko osiągnęła pozycję nr 2, którą utrzymywała przez 9 tygodni. Osiągnęła również 2. miejsce na liście albumów magazynu Cash Box i 1. na liście Record World.
Pomimo usunięcia „Love Me Do” i „P.S. I Love You”, do których prawa miał Beechwood Music songs, Vee-Jay i Capitol toczyły w I połowie 1964 spór przed sądem. Wobec albumu Vee-Jay kilkakrotnie wydawano wyroki sądowe, anulowano je następnie i ponownie przywracano. Ponieważ pomiędzy tymi wyrokami tłoczono pospiesznie kolejne kopie albumu, okazało się w efekcie, że ukazały się ok. 24 rozmaite wersje albumu (wliczając w to wersje mono i stereo), wyprodukowane w licznych zakładach. Ostatecznie 9 kwietnia 1964 rozwiązano kwestię dwóch wersji albumu Introducing... The Beatles; wytwórnia Vee-Jay otrzymała do 15 października 1964 licencję na wydawanie według własnego uznania 16 piosenek The Beatles pozostających w jej dyspozycji. Po wygaśnięciu licencji wszelkie prawa miały przejść na wytwórnię Capitol. W tym czasie sprzedano ok. 1 300 000 egzemplarzy mono i tylko ok. 41 000 egzemplarzy stereo – 3,1% ogólnej ilości; stąd też oryginalny album Introducing... The Beatles w wersji stereo jest dziś rzadkością.

## Inne wersje albumu
Zanim licencja wygasła, Vee-Jay dwukrotnie wydała Introducing... The Beatles w nowych opakowaniach. Chociaż oba albumy zawierały dotychczasowe nagrania, zostały odnotowane na listach Billboardu.
Pierwszym z nich był Songs, Pictures and Stories of the Fabulous Beatles (Vee-Jay VJLP(S)-1092), który znajdował się w podwójnej, rozkładanej okładce, z których pierwsza miała 3/4 szerokości drugiej. Znajdująca się w środku płyta nie miała na etykiecie żadnego nowego tytułu, lecz nadal Introducing the Beatles. Album Songs, Pictures and Stories ukazał się pod koniec lipca 1964 lub 12 października 1964; ta ostatnia data jest bardziej prawdopodobna, ponieważ album Songs, Pictures and Stories wszedł na listy albumów Billboardu 31 października zajmując ostatecznie 63. miejsce.
Drugą wersją było dwupłytowe wydawnictwo The Beatles vs the Four Seasons, zawierające w jednej okładce Introducing... The Beatles a w drugiej Golden Hits of the Four Seasons (VJLP 1065; to wydawnictwo Vee-Jay znajdowało się na listach Billboardu przez 3 tygodnie października i doszło do pozycji 142.
Choć wytwórnia Vee-Jay nie mogła wydawać ani sprzedawać jakiegokolwiek produktu The Beatles po 15 października 1964, upłynęło dużo czasu, zanim dotychczas wydane albumy zniknęły ze sklepowych półek. Zarówno Introducing... The Beatles jak i Songs, Pictures and Stories of the Fabulous Beatles pozostawały na listach albumów Billboardu aż do 9 stycznia 1965.
22 marca 1965 wytwórnia Capitol wydała album The Early Beatles, zawierający 11 z 14 nagrań wydanych uprzednio przez Vee-Jay. Natomiast 2 utwory z Introducing... The Beatles: „Misery” i „There's a Place”, nie zostały wydane na żadnym albumie Capitol Records aż do 1980, kiedy znalazły się na amerykańskiej kompilacji Rarities.
Introducing... The Beatles nigdy nie ukazał się w USA w wersji CD, choć pojawiły się w obiegu obie, pochodzące z importu,  wersje tego albumu (zarówno mono jak i stereo) — z przewagą wersji drugiej (zawierającej „Please Please Me” i „Ask Me Why”).
Warto zauważyć, iż utwór „I Saw Her Standing There”, który został po raz pierwszy wydany w Wielkiej Brytanii na albumie Please Please Me, w USA został wydany dwukrotnie: raz na Introducing... The Beatles, wydanej przez Vee-Jay i po raz drugi na albumie Meet the Beatles!, wytwórni Capitol, które to albumy ukazały się na rynku niemal równocześnie ale niezależnie od siebie. Różnica była taka, iż Capitol wydał utwór „I Saw Her Standing There” w wersji brytyjskiej, zawierający wyliczankę Paula McCartneya: „one, two, three, four”.

## Lista utworów
Wszystkie utwory, o ile nie zaznaczono inaczej, napisali John Lennon i Paul McCartney.
Strona pierwsza:
| 1. | „I Saw Her Standing There” (wyliczanka Paula McCartneya: „one, two, three” została usunięta; nagranie rozpoczyna się od okrzyku: „FOUR”) | 2:50  |
|    | |       |
| 2. | „Misery” | 1:48  |
|    | |       |
| 3. | „Anna (Go to Him)” (Arthur Alexander) | 3:00  |
|    | |       |
| 4. | „Chains” (Gerry Goffin, Carole King) | 2:25  |
|    | |       |
| 5. | „Boys” (Luther Dixon, Wes Farrell) | 2:28  |
|    | |       |
| 6. | „Love Me Do” („Ask Me Why” w wersji drugiej)                                                                                             | 2:19  |
|    | |       |
|    | | 14:50 |
|    | |       |
Strona druga:
| 1. | „P.S. I Love You” („Please Please Me” w wersji drugiej)       | 2:04  |
|    |                                                               |       |
| 2. | „Baby It's You” (Burt Bacharach, Mack David, Barney Williams) | 2:41  |
|    |                                                               |       |
| 3. | „Do You Want to Know a Secret”                                | 1:59  |
|    |                                                               |       |
| 4. | „A Taste of Honey” (Ric Marlow, Bobby Scott)                  | 2:05  |
|    |                                                               |       |
| 5. | „There's a Place”                                             | 1:53  |
|    |                                                               |       |
| 6. | „Twist and Shout” (Phil Medley, Bert Russell)                 | 2:33  |
|    |                                                               |       |
|    |                                                               | 13:15 |
|    |                                                               |       |

## Muzycy
The Beatles:
- George Harrison – gitara, śpiew
- John Lennon – gitara, harmonijka ustna, śpiew
- Paul McCartney – gitara basowa, śpiew
- Ringo Starr – perkusja, śpiew
- Andy White – perkusja w „Love Me Do”

Produkcja:
- George Martin – producent muzyczny